# Богатенький Ричи (сериал)
Богатенький Ричи — американский ситком сериал основанный на одноимённом персонаже серии комиксов Альфреда Харви и Уоррена Кремера. Сериал был адаптирован Брайаном Роббинсом и Джеффом Ходсденом. Первый сезон состоял из 10 серий и был выпущен 20 февраля 2015 года. В мае того же года был выпущен второй сезон, состоящий из 11 серий. Третий сезон так и не был выпущен, как и не было новостей об закрытии сериала.

## Сюжет
Ричи Рич — мальчик, который превратил овощи в экологически чистый источник энергии . В результате Рич теперь имеет более триллиона долларов. Рич живет со своей семьей в особняке, наполненном игрушками и приспособлениями, а его лучшие друзья Дарси и Мюррей всегда рядом с ним, а также робот-горничная Ричи Ирона и его отец Клифф; который любит вздремнуть и немного туповат, и его ревнивая сестра Харпер. Кроме того, Дарси любит тратить деньги, а Мюррей не хочет, чтобы что-то выходило за рамки бюджета.

## В ролях
- Джейк Бреннан в роли Ричи
- Брук Векслер в роли Ироны
- Кифф Ванден Хевел в роли Клиффа Рича
- Лоррен Тейлор в роли Харпер Рич
- Джошуа Карлон в роли Мюррея
- Дженна Ортега в роли Дарси

## Эпизоды
| Сезон | Серии | Серии | Даты показа     | Даты показа     |
| ----- | ----- | ----- | --------------- | --------------- |
| 1     | 10    | 10    | 20 февраля 2015 | 20 февраля 2015 |
| 2     | 11    | 11    | 22 мая 2025     | 22 мая 2025     |

## Производство
Сериал был анонсирован в 2014 году в рамках сотрудничества Netflix с DreamWorks Animation. В отличии от версии Ричи в комиксах, в сериале он заработал своё состояние сам, благодаря экологическим технологиям, а не получая деньги от родителей.

## Критика
Сериал получил негативные отзывы от критиков.
Анджела Арсено из Decider поставила сериалу негативную оценку, назвав его жутким.
Эмили Эшби из Common Sense Media оценила сериал на 1 балл из 5 отметив что сериал ничему не учит, а сходиться лишь к тому что деньги и благосостояние решают всё.